# Floriade (Niederlande)

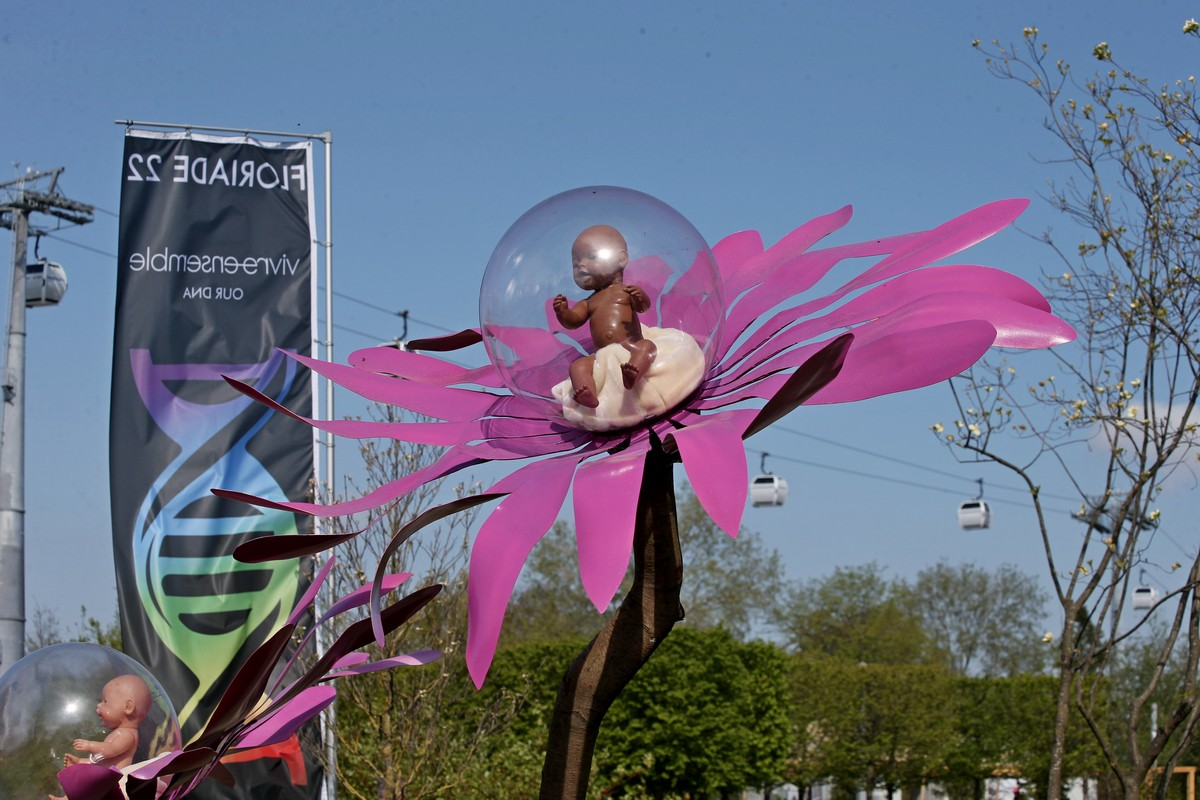
Floriade 22

Floriade ist der Name sowohl einer Serie von internationalen Gartenbauausstellungen in den Niederlanden (= die Floriade) als auch der Veranstaltungen im Rahmen dieser Serie (= eine Floriade / mehrere Floriaden). Die erste Floriade fand 1960 statt; seit 1972 wird alle zehn Jahre eine Ausstellung durchgeführt. Als „Internationale Gartenbauausstellungen“ wurden von dem „Bureau International des Expositions“ seit 1960 alle Floriaden in den Niederlanden anerkannt. Die Verwendung des Begriffs „Expo“ im Namen von Floriaden verweist darauf, dass sie auch Elemente allgemeiner Weltausstellungen enthalten, wie etwa die Präsentation von Staaten in eigenen Pavillons.

## Orte
Bisher wurde die Floriade in folgenden Städten bzw. Gemeinden veranstaltet:
- 1960 – Rotterdam
- 1972 – Amsterdam-Zuid im Amstelpark und in einem Teil des Beatrixparks
- 1982 – Amsterdam
- 1992 – Den Haag und Zoetermeer
- 2002 – Haarlemmermeer
- 2012 – Venlo
- 2022 – Almere

### Floriade 2002
2002 fand die Floriade in Haarlemmermeer bei Amsterdam statt. Das Motto war Feel the art of nature. Der Park

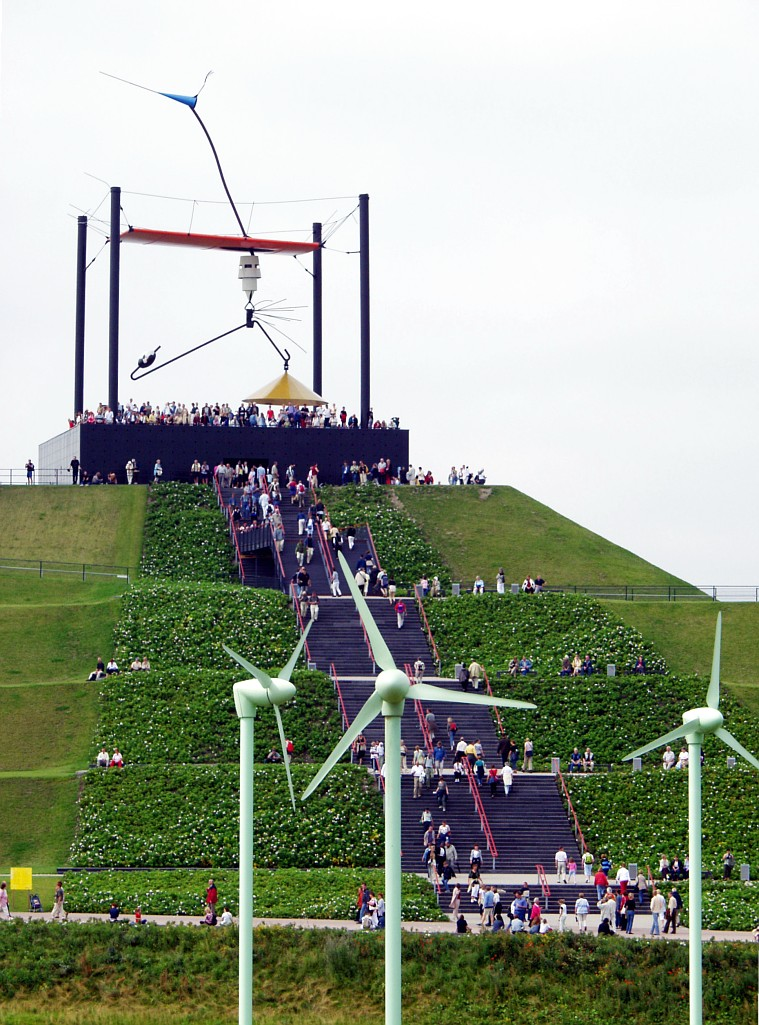
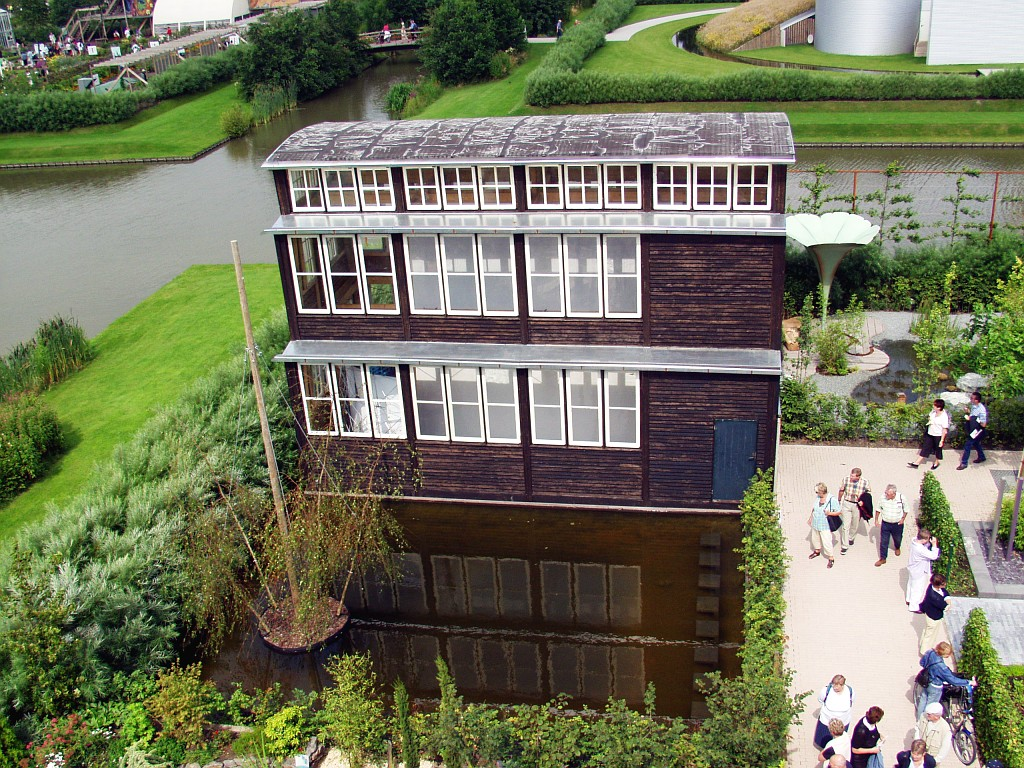
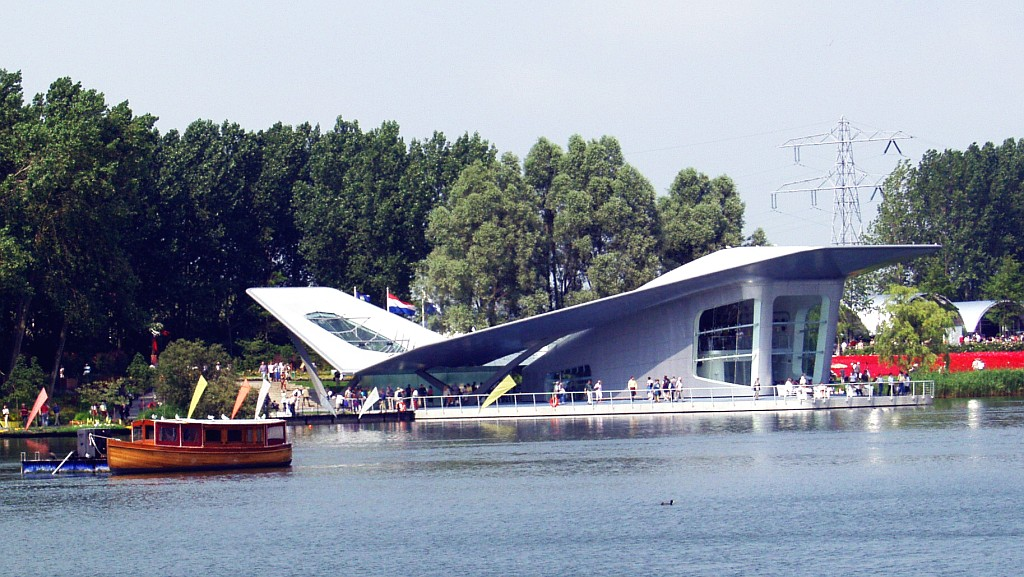
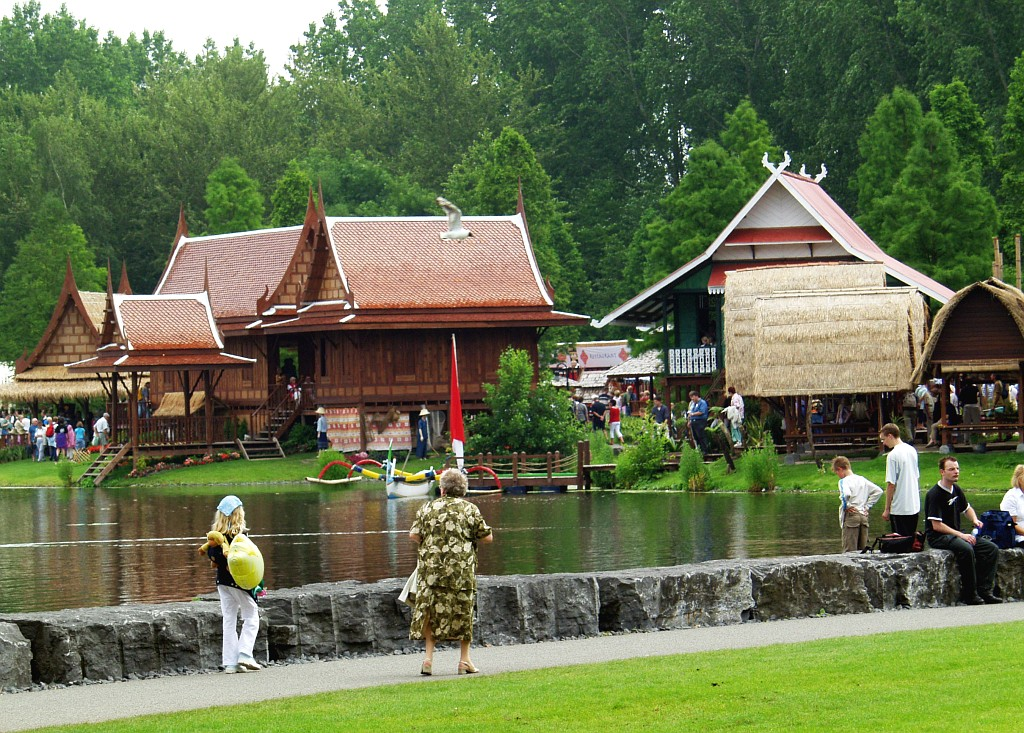

gliederte sich in drei Bereiche:
- Bij het dak (beim Dach)
- Naast het berg (neben dem Berg)
- Aan het meer (am See)

### Floriade 2012

Logo der Floriade 2012

Die Floriade 2012 fand in der Region Venlo vom 5. April bis zum 7. Oktober statt. Das zentrale Thema war: Be part of the theatre in nature; get closer to the quality of life. folgende Städte/Gemeinden hatten sich um die Ausrichtung beworben:
- Arnheim
- Drechtsteden (rund um Dordrecht)
- NoordWest 8 (ein Zusammenschluss von verschiedenen Organisationen in der Region um Alkmaar, Hoorn und Den Helder)
- Region Venlo (erhielt den Zuschlag)
- Rotterdam
- Tilburg/Brabantstad
- Stadtteil Amsterdam Nord

Das Floriade-Gelände an der A73 war 66 Hektar groß und damit mehr als doppelt so groß wie das der Bundesgartenschau 2011 in Koblenz.
Der Floriade-Park bestand aus fünf Themenbereichen, die jeweils durch Wald voneinander getrennt waren:
- Relax & Heal (Entspannen und Heilen)
- Green Engine (Grüner Motor)
- Education and Innovation (Bildung und Innovation)
- Environment (Umwelt)
- World Show Stage, eine offene Veranstaltungsarena

Der „Innovation Tower“ am Eingang als auch die gläserne „Villa Flora“ sollten nach der Schau als repräsentative Firmensitze weitergenutzt werden. Die „Villa Flora“ wurde nach dem Ende der Floriade tatsächlich in ein Bürogebäude umgewandelt und vermietet. Das Anfang 2012 kalkulierte Mietniveau für dieses Gebäude war jedoch nicht durchsetzbar.
Venlo liegt direkt an der deutschen Grenze; die umliegenden Dörfer und Städte sowie der Naturpark Schwalm-Nette hofften, etwas von dem erwarteten Tourismus-Strom 'abzubekommen'.  „Niederrhein Tourismus“ bot zu diesem Zweck Floriade-Ausflüge an.
Das Gelände konnte sowohl mit öffentlichen Verkehrsmitteln als auch mit dem Auto erreicht werden.

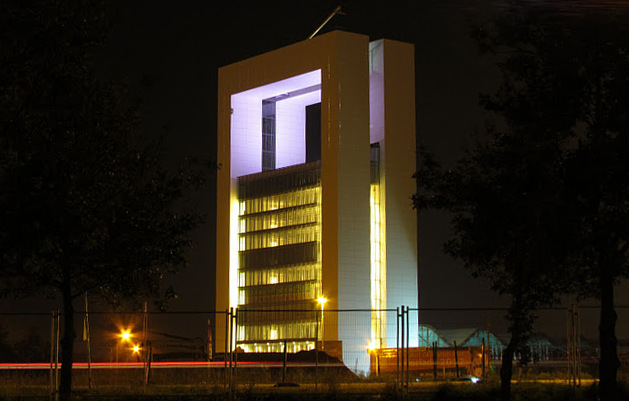
Der „Innovation Tower“, Eingang des Floriade-Geländes
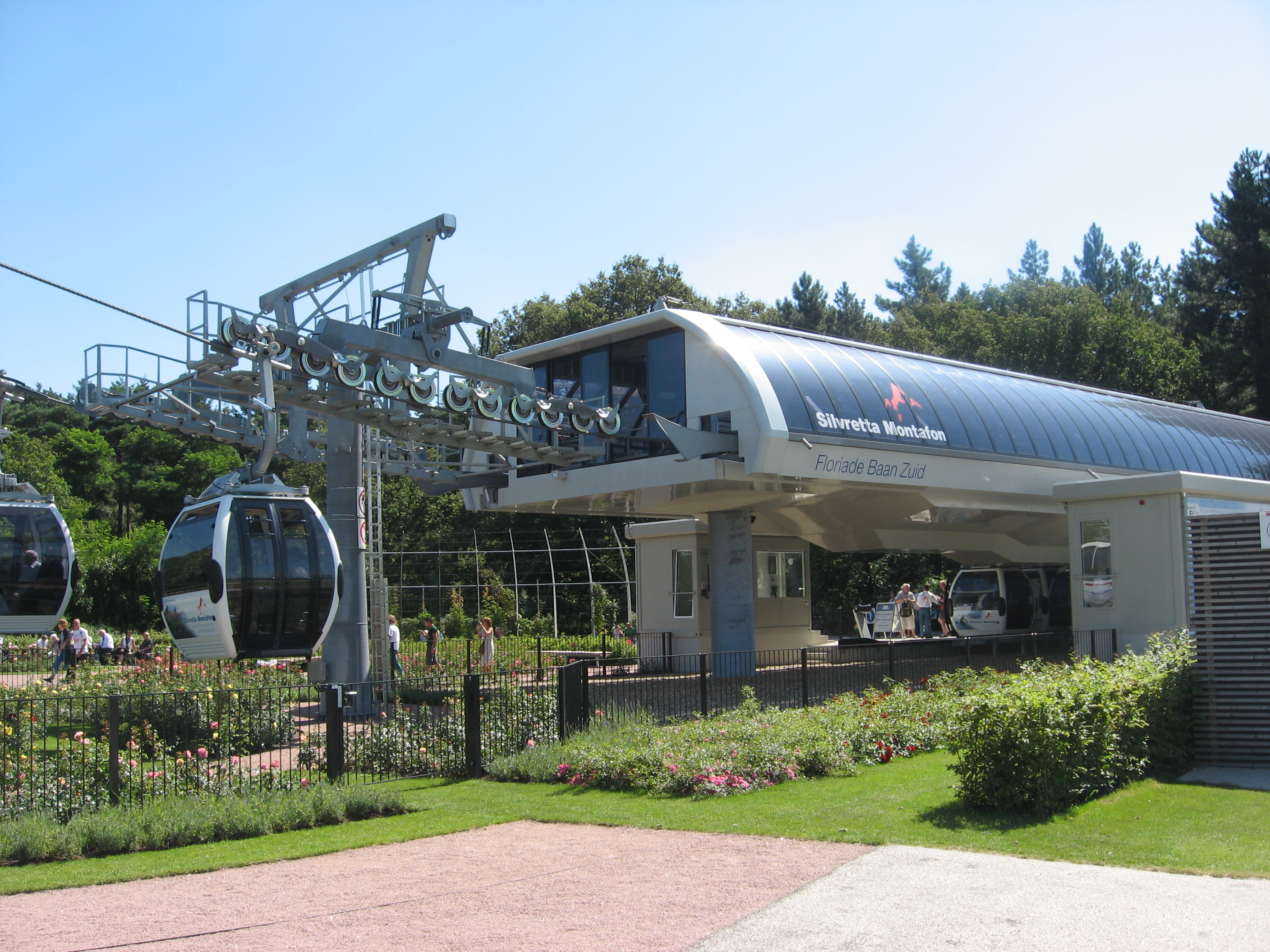
Station Süd der Seilbahn Gondola
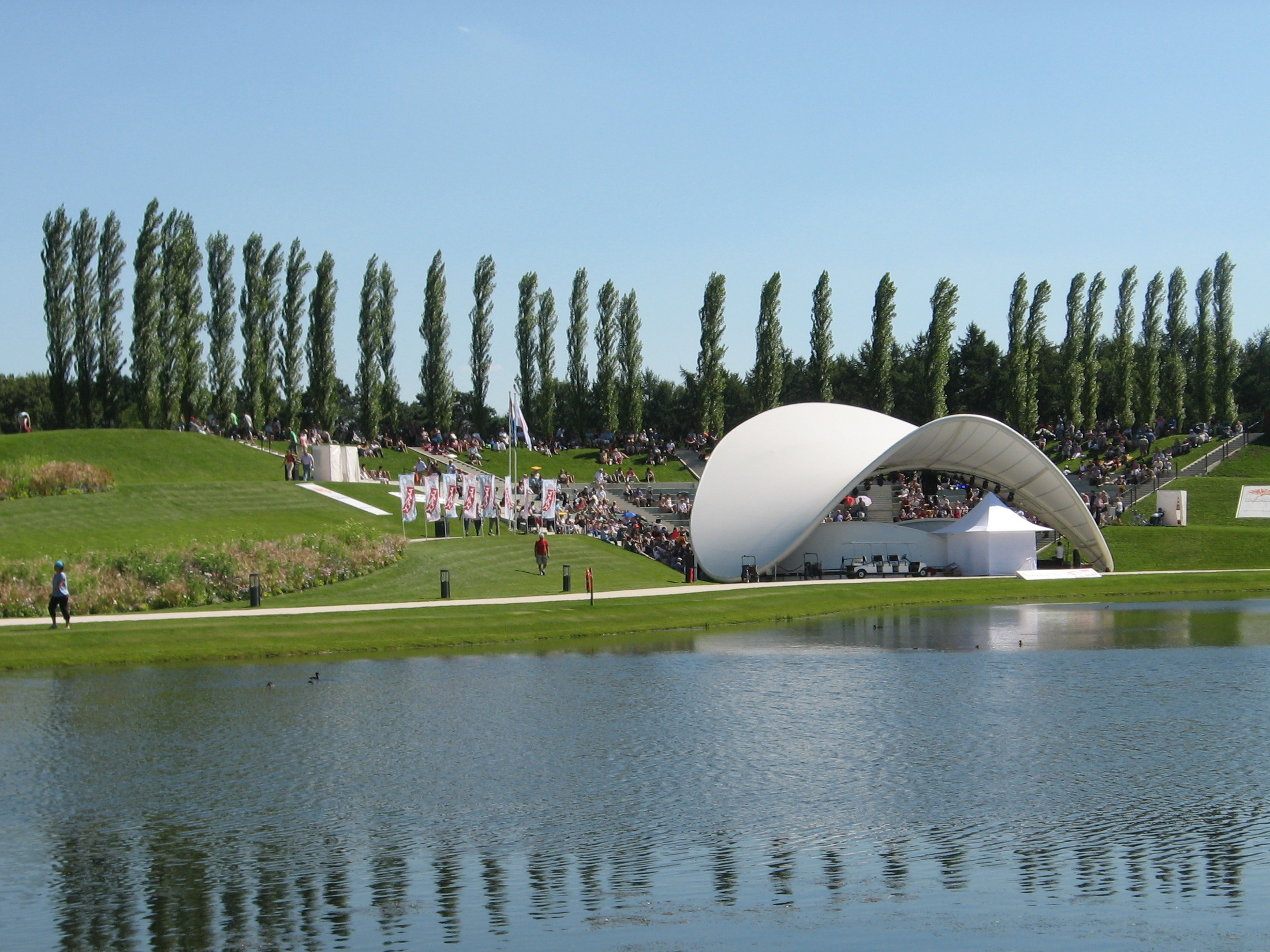
Floriade Theatre
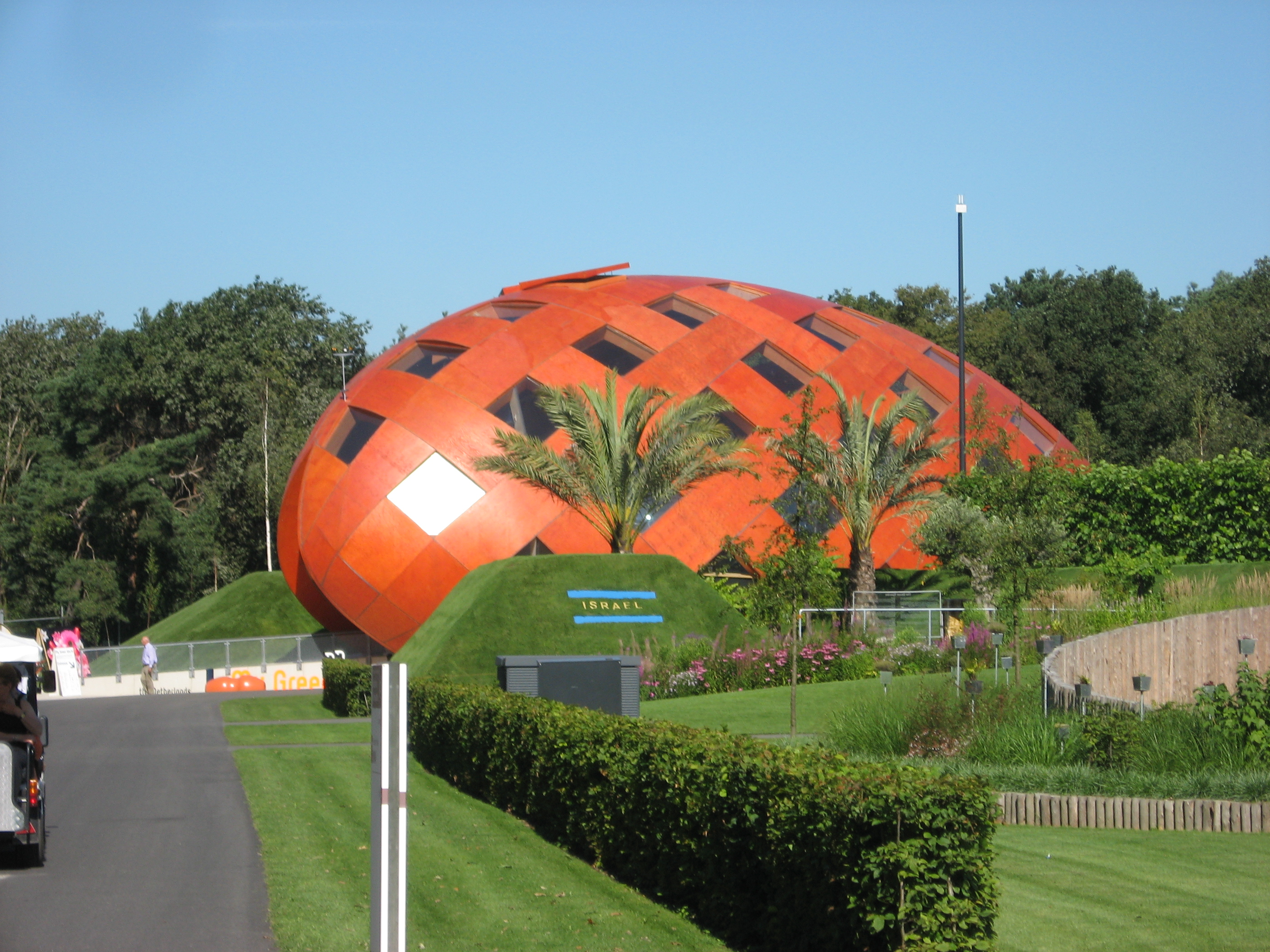
Niederländischer Pavillon
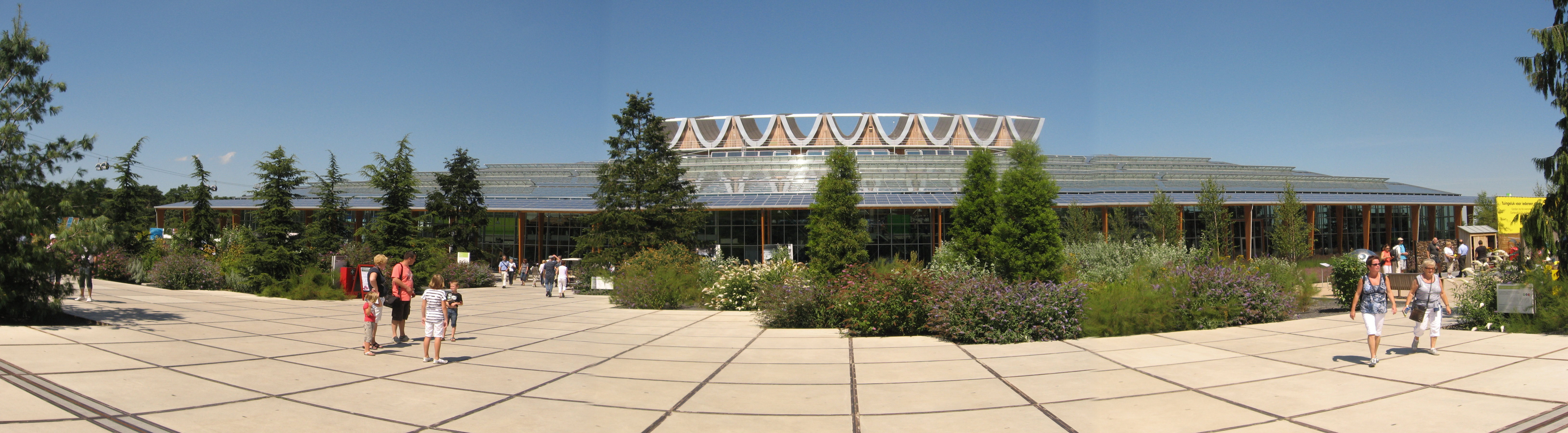
Villa Flora

### Floriade 2022
Die Floriade 2022 fand zwischen dem 14. April und dem 9. Oktober in Almere statt. Auf sechzig Hektar Land wurden u. a. vierzig Länderpräsentationen, ein großer Gewächshauskomplex und eine Seilbahn quer durch den Park geboten.

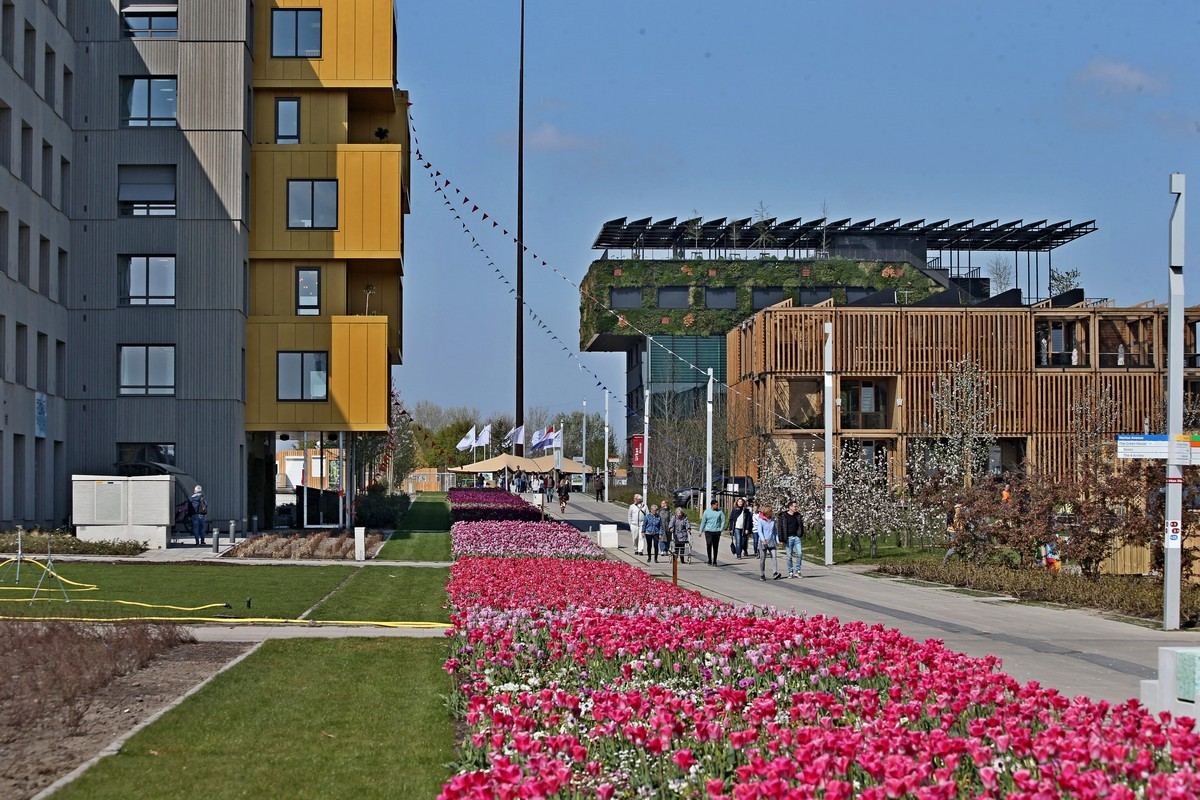
Blühstreifen in der Nähe des Eingangs
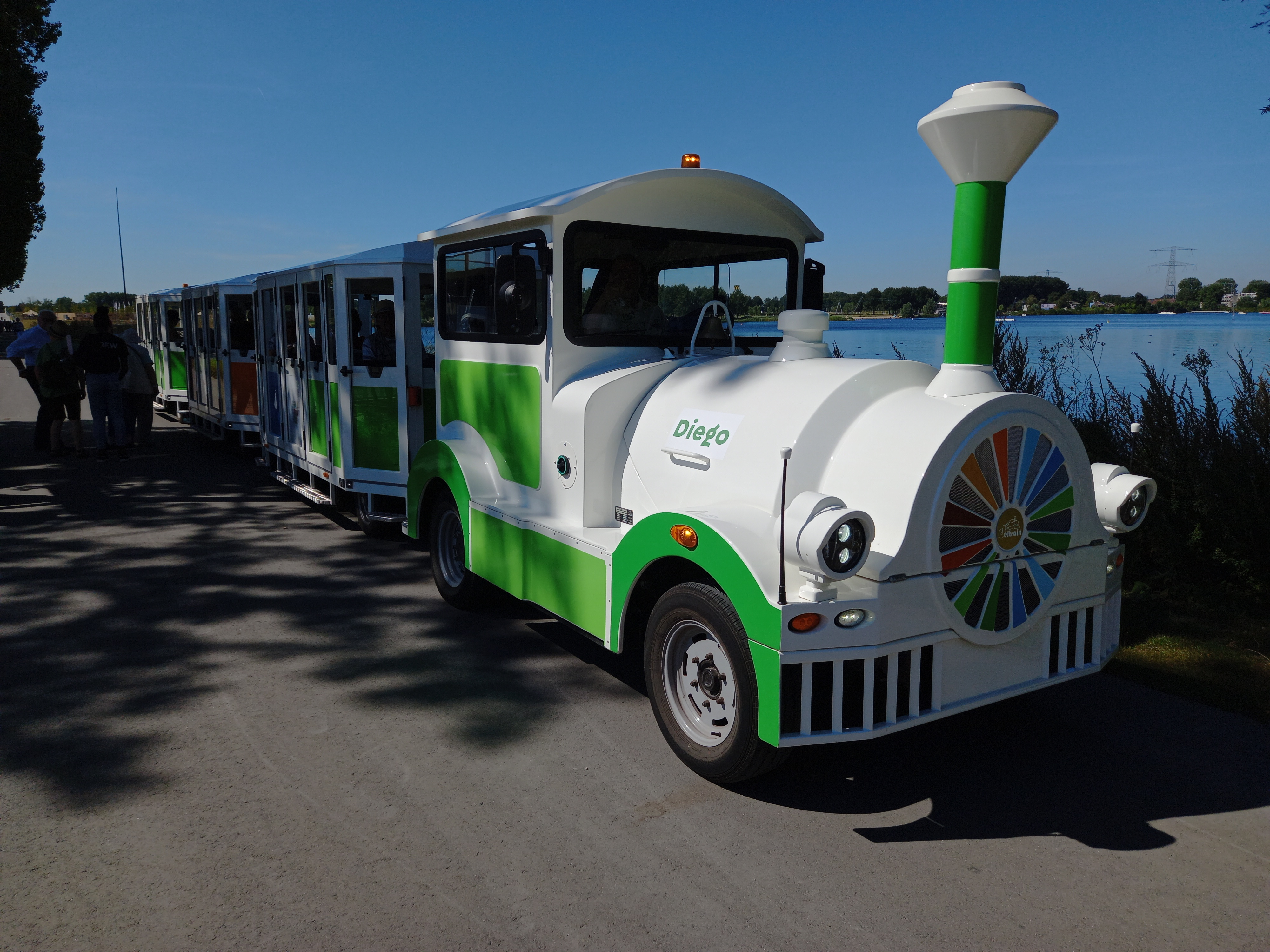
Wegebahn an der westlichen Haltestelle
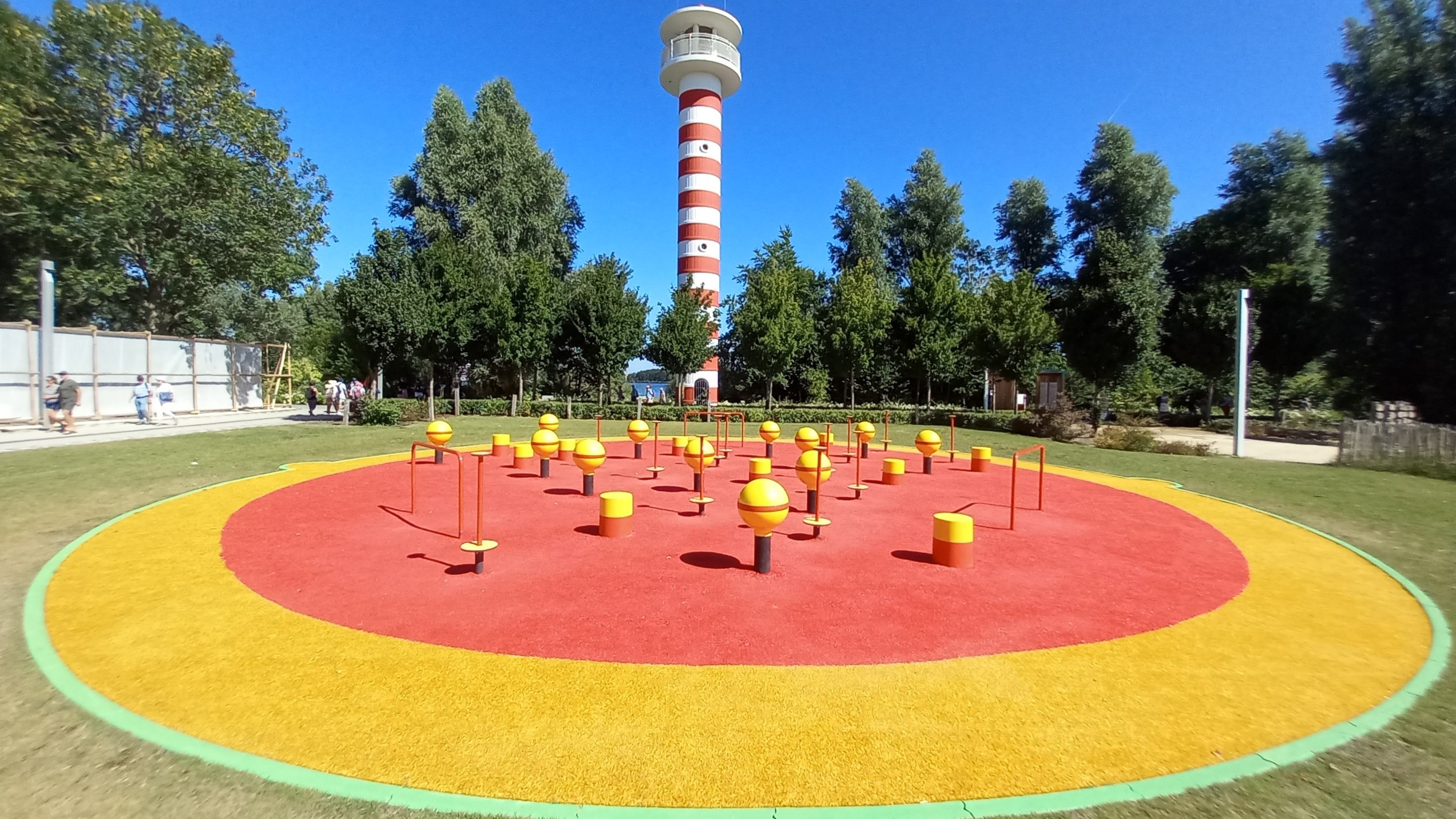
Spielplatz vorm Leuchtturm
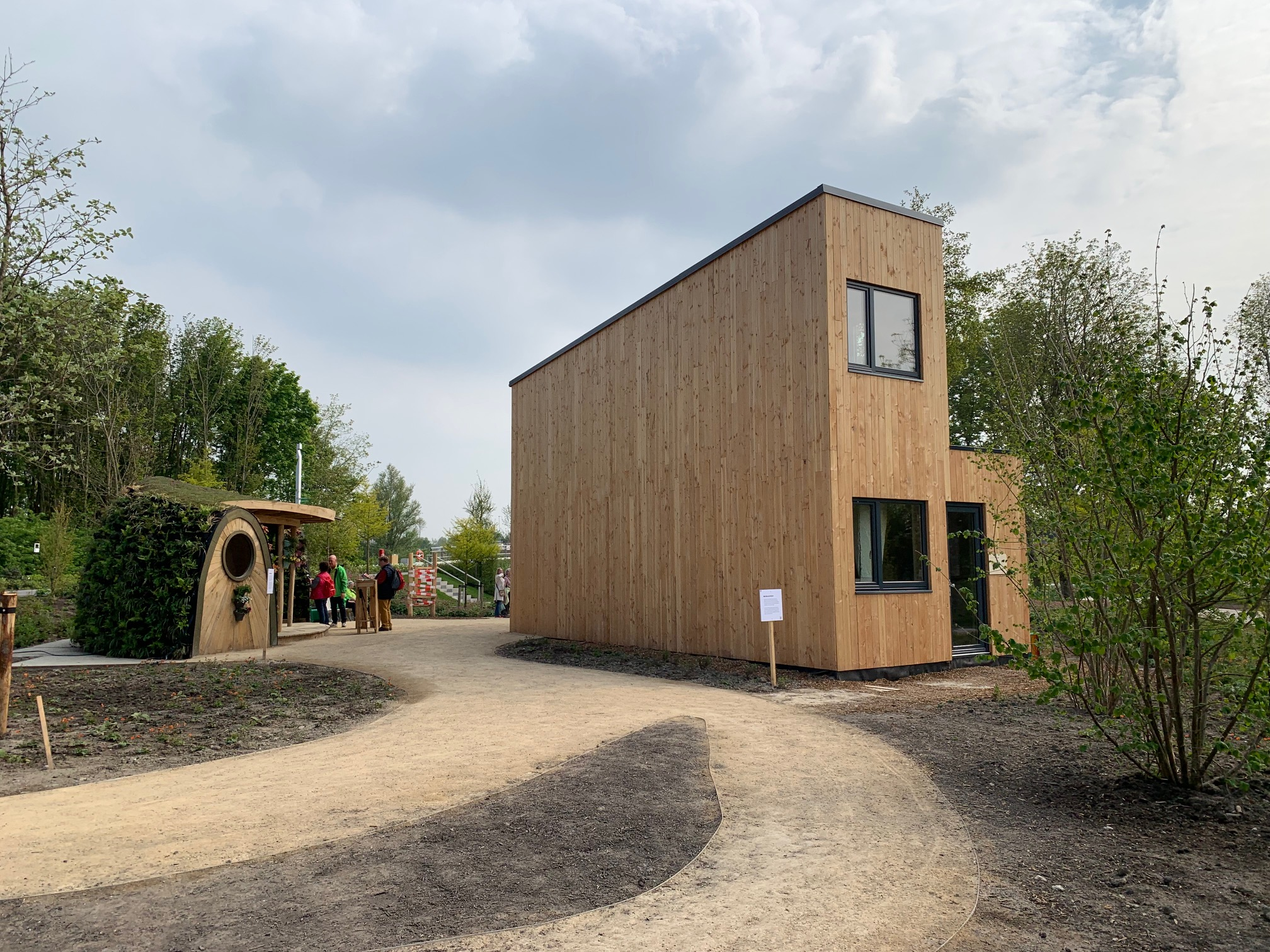
Präsentation von Tiny Houses
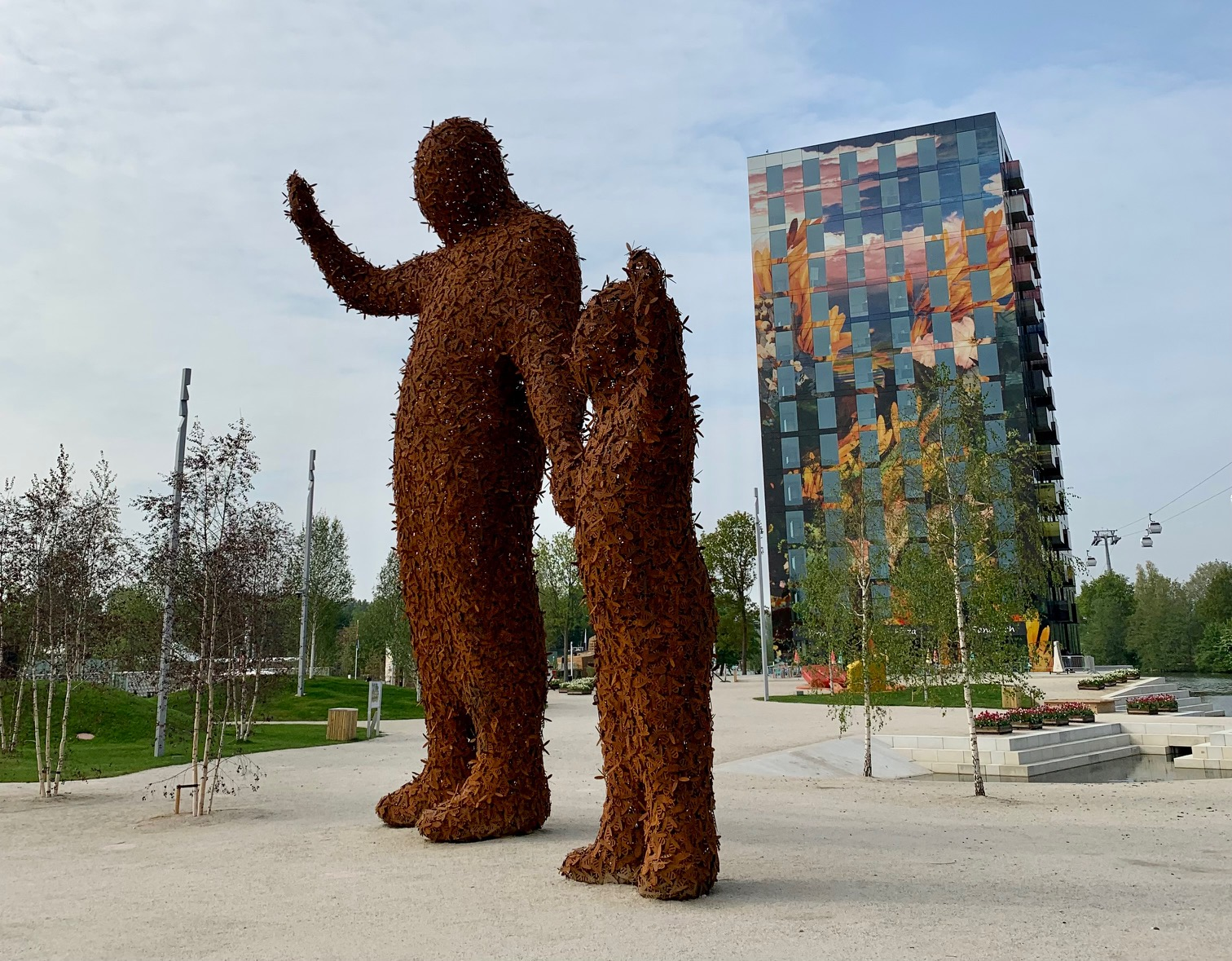
Von Künstlern gestalteter Zentralplatz
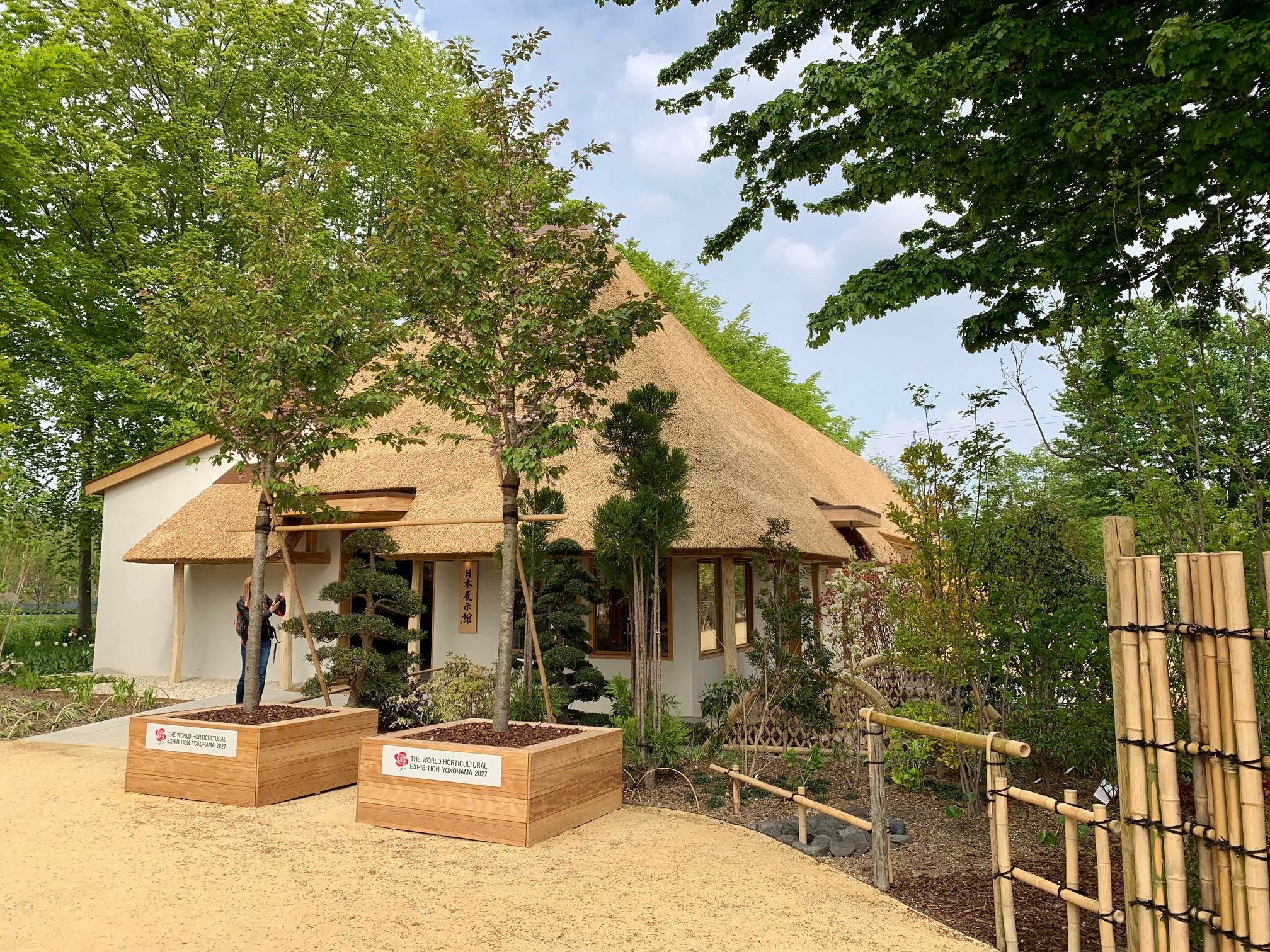
Japanischer Pavillon
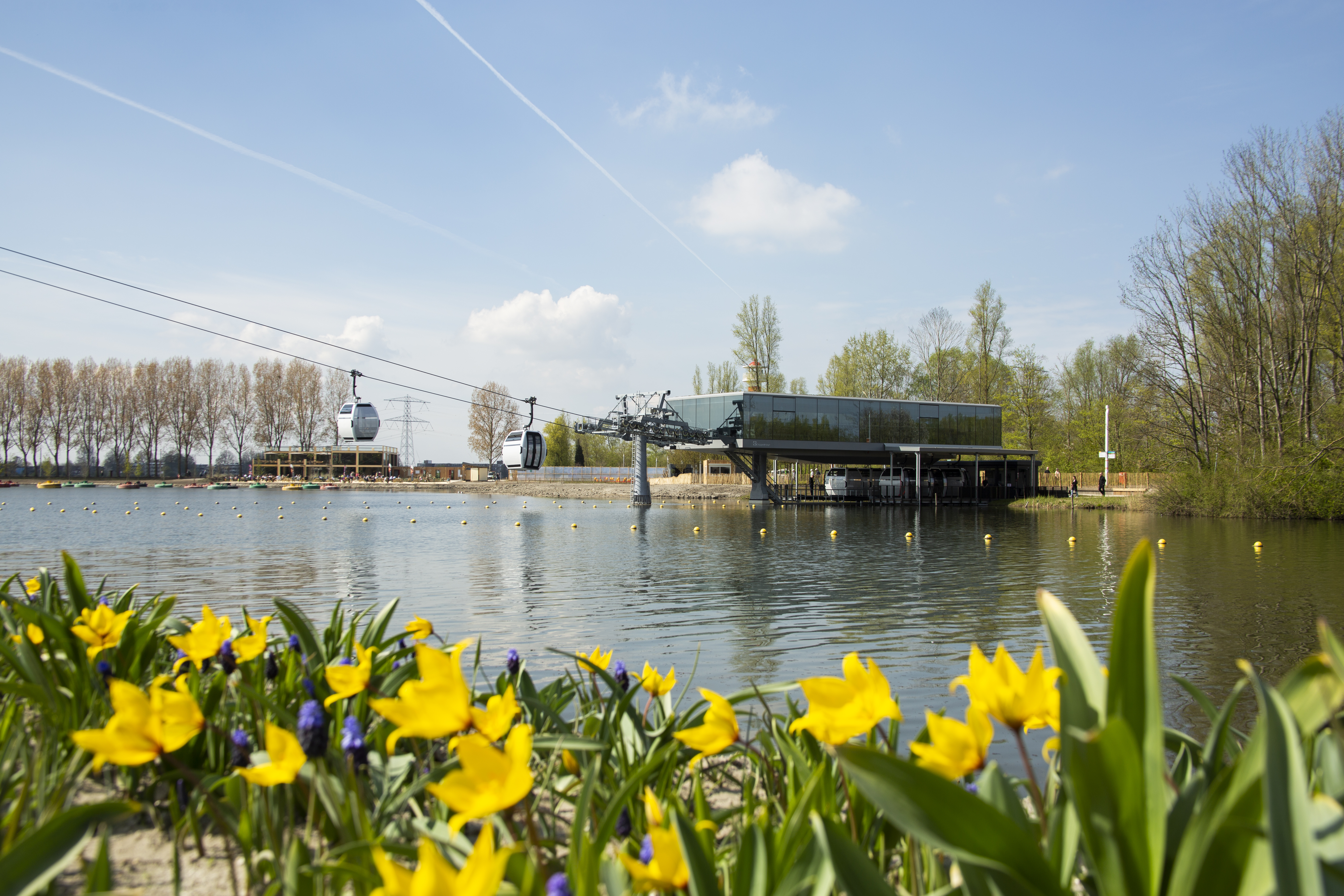
Die weltweit erste Seilbahnstation, die sich im Wasser befindet, auf der Floriade 2022

## Zahlen und Fakten
Den Abstand von zehn Jahren zwischen zwei internationalen Gartenbauausstellungen übernahmen die Floriade-Planer von ihren Kollegen in der Bundesrepublik Deutschland. Dort finden seit 1953 alle zehn Jahre solche Ausstellungen statt.
Die Floriade Venlo wurde von 2.046.000 Personen besucht.
Die Floriaden 1992, 2002 und 2012 erwirtschafteten jeweils Verluste. 1992 betrugen diese 5,4 Millionen Euro, 2002 6,3 Millionen Euro und 2012 5,4 Millionen Euro.
Für die Floriade 2022 wurde im Juni 2022 ein Defizit in Höhe von 34 Millionen Euro vorausgesagt. Tatsächlich schloss die Floriade 2022 mit einem Defizit in Höhe von ca. 100 Millionen Euro ab, das allein von der Stadt Almere zu bewältigen ist. Floriade-Direktor Hans Bakker hält diesen Finanzierungsmodus für „nicht hinnehmbar.“ Der Gartenbausektor, der Staat und die Provinzen sollten seiner Ansicht nach bei der nächsten Ausgabe der Floriade einen Teil des Risikos tragen.